# Liste des cathédrales de l'Amazonas
Cet article recense les cathédrales de l'Amazonas au Brésil.

## Généralités
L'État de l'Amazonas est administré par un archidiocèse, sept diocèses et deux prélatures territoriales : on y compte dix cathédrales et une cocathédrale.

## Liste

### Cathédrales
| Édifice                                   | Ville                    | Diocèse                       | Notes             | Coordonnées                       | Illus. |
| ----------------------------------------- | ------------------------ | ----------------------------- | ----------------- | --------------------------------- | ------ |
| Saint-Antoine-de-Padoue (id)              | Borba                    | Borba (pt)                    | Basilique mineure | 4° 23′ 09″ sud, 59° 35′ 36″ ouest |        |
| Saint-Anne-et-Saint-Sébastien (id)        | Coari                    | Coari (pt)                    |                   | 4° 05′ 07″ sud, 63° 08′ 30″ ouest |        |
| Notre-Dame de l'Immaculée-Conception (id) | Humaitá                  | Humaitá (pt)                  |                   | 7° 30′ 23″ sud, 63° 01′ 14″ ouest |        |
| Notre-Dame-du-Rosaire (id)                | Itacoatiara              | Itacoatiara (pt)              |                   | 3° 08′ 50″ sud, 58° 26′ 46″ ouest |        |
| Notre-Dame-de-Nazareth (id)               | Lábrea                   | Lábrea (pt)                   |                   | 7° 15′ 41″ sud, 64° 47′ 55″ ouest |        |
| Notre-Dame de l'Immaculée-Conception (pt) | Manaus                   | Manaus                        |                   | 3° 08′ 07″ sud, 60° 01′ 32″ ouest |        |
| Notre-Dame-du-Mont-Carmel (id)            | Parintins                | Parintins (pt)                |                   | 2° 37′ 42″ sud, 56° 44′ 10″ ouest |        |
| Saint-Gabriel (id)                        | São Gabriel da Cachoeira | São Gabriel da Cachoeira (pt) |                   | 0° 08′ 08″ sud, 67° 05′ 11″ ouest |        |
| Saints-Anges-Guardiens                    | Tabatinga                | Alto Solimões (pt)            |                   | 4° 13′ 45″ sud, 69° 56′ 17″ ouest |        |
| Sainte-Thérèse (id)                       | Tefé                     | Tefé (pt)                     |                   | 3° 20′ 46″ sud, 64° 42′ 26″ ouest |        |

### Cocathédrale
| Édifice                | Ville                 | Diocèse            | Coordonnées                       | Illus. |
| ---------------------- | --------------------- | ------------------ | --------------------------------- | ------ |
| Saint-Paul-Apôtre (id) | São Paulo de Olivença | Alto Solimões (pt) | 3° 27′ 47″ sud, 68° 57′ 02″ ouest |        |